# Propachyarthra euzona
Propachyarthra euzona är en fjärilsart som beskrevs av László Anthony Gozmány. Propachyarthra euzona ingår i släktet Propachyarthra och familjen äkta malar. Inga underarter finns listade i Catalogue of Life.